# Choir of Clare College
Il Choir of Clare College (lett. Coro del Clare College) è un coro a voci miste dell'Università di Cambridge. La sua funzione primaria è quella di partecipare tre volte alla settimana alle funzioni religiose della cappella del Clare College. Dalla sua fondazione, il Choir of Clare College si è guadagnato una reputazione internazionale ed è considerato uno dei migliori organici corali universitari al mondo.

## Storia
Nel 1866 si formò un primo coro legato alla cappella del Clare College. Per i cento anni successivi il coro fu formato da voci maschili – studenti non ancora laureati – e voci bianche – bambini provenienti dalle scuole della città di Cambridge. Dal 1966 il coro non incluse più voci bianche e per un breve periodo le sezioni superiori rimasero scoperte.
La corrente formazione a voci miste risale al 1971, introdotta da Peter Dennison. John Rutter assunse la direzione del coro nel 1975. Nel 1979 Rutter lasciò la direzione a Timothy Brown per dedicarsi alla composizione, pur rimanendo in stretto contatto con il college. Timothy Brown ha diretto il coro fino al 2010, quando è subentrato Graham Ross.

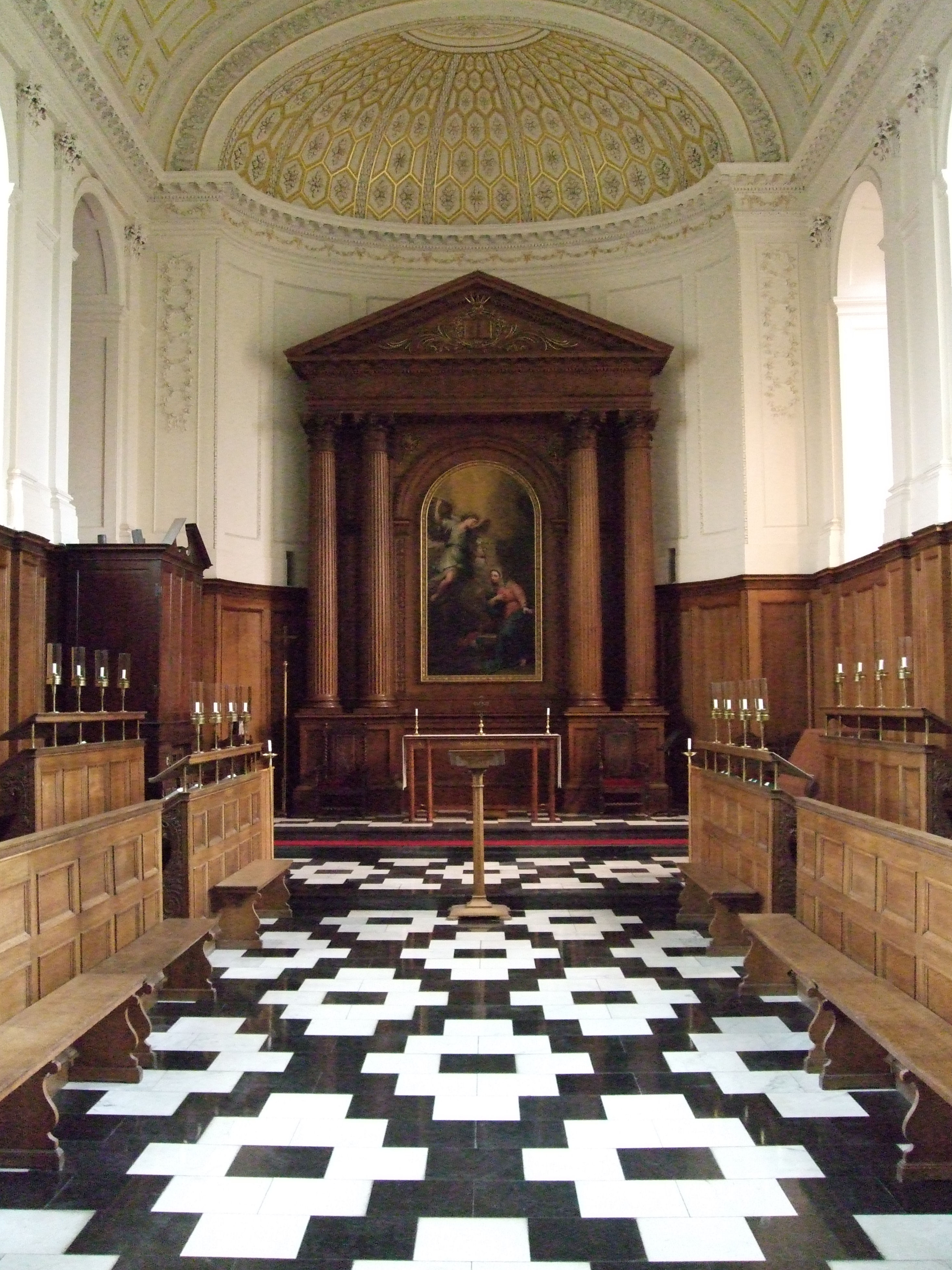
La cappella del college.

## Direttori musicali
- Peter Dennison (1971-1975)
- John Rutter (1975-1979)
- Timothy Brown (1979-2010)
- Graham Ross (2010-presente)

## Composizione
Il numero dei coristi varia normalmente dai venticinque ai trenta, principalmente studenti non laureati del Clare College di Cambridge. Oltre ai coristi studenti (choral scholars), tenuti a restare nel coro per tutta la durata dei loro studi universitari, l'organico include membri volontari, che sono principalmente studenti di altri college dell'Università di Cambridge, così come un cantore vicario (lay clerk) e l'amministratore del coro (choir administrator).

## Tour
Il coro si è esibito in numerosi concerti all'estero, spesso in occasioni di gemellaggi.
- 2005 - Europa (Grecia, Francia, Spagna, Italia, Germania)
- 2006 - Germania e Austria
- 2008 - Francia
- 2009 - Germania
- 2009 - Stati Uniti d'America
- 2009 - Israele
- 2010 - Stati Uniti d'America
- 2011 - Francia
- 2011 - Paesi Bassi
- 2012 - Australia
- 2013 - Stati Uniti d'America
- 2014 - Malta
- 2014 - Stati Uniti d'America